# مالكوم ونايت
مالكوم ونايت هو اقتصادي كندي، ولد في 11 أبريل 1944 في وندسور في كندا.